# Amozoc de Mota
Amozoc de Mota – miasto w Meksyku, w stanie Puebla.